# Sabaneta (Dominicaanse Republiek)
Sabaneta is een stad en gemeente (34.500 inwoners) in de Dominicaanse Republiek, de hoofdstad van de provincie Santiago Rodríguez. De stad ligt aan de voet van het centrale gebergte (Cordillera Central) en heeft een tropisch klimaat. Er bevindt zich een beschermd natuurgebied (area protegida) José del Carmen Ramírez, 750km², UICN-categorie II, nationaal park.

## Bestuurlijke indeling
De gemeente bestaat uit één gemeentedistrict (distrito municipal):
San Ignacio de Sabaneta.
- Library of Congress Control Number: no2016059189
- Virtual International Authority File: 27146332832018730182

Azua · Bajos de Haina · Baní · Barahona · Boca Chica · Bonao · Comendador · Cotuí · Dajabón · El Seibo · Hato Mayor · Higüey · Jimaní · La Romana · La Vega · Los Alcarrizos · Mao · Moca · Monte Cristi · Monte Plata · Nagua · Neiba · Pedernales · Puerto Plata · Sabaneta · Salcedo · Samaná · San Cristóbal · San Francisco de Macorís · San José de Ocoa · San Juan · San Pedro de Macorís · Santiago · Santo Domingo de Guzmán · Santo Domingo Este · Santo Domingo Norte · Santo Domingo Oeste